# بخش جفرسون (شهرستان مونتگومری، اوهایو)
بخش جفرسون (به انگلیسی: Jefferson Township) یک منطقهٔ مسکونی در ایالات متحده آمریکا است که در شهرستان مونتگومری، اوهایو واقع شده‌است.
 بخش جفرسون ۶۶٫۰ کیلومتر مربع مساحت و ۶٬۹۷۲ نفر جمعیت دارد و ۲۸۱ متر بالاتر از سطح دریا واقع شده‌است.